# Neuronale Heterotopie
Eine Neuronale Heterotopie, auch Zerebrale Heterotopie, ist eine Form einer Heterotopie im Zentralen Nervensystem. Eine oder mehrere Gruppen von Nervenzellen befinden sich nicht an der anatomisch üblichen Lokalisation, der Großhirnrinde.

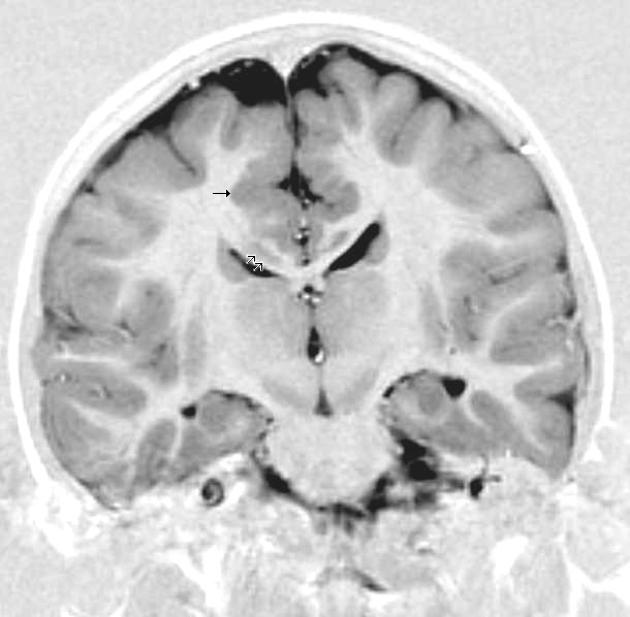
MRT bei einem Kind mit Krampfanfällen. Es finden sich kleine Areale grauer Substanz Heterotopie im Corpus callosum, tief unterhalb einer kortikalen Dysplasie. (Doppelpfeil)

## Pathologie
In der germinalen Matrixzone werden bestimmte neurologische Zellen durch Mitose gebildet. Die dort gebildeten Neuronen wandern nach ihrer Entstehung in die Großhirnrinde. Sollten diese dort nicht „ankommen“ und außerhalb der Großhirnrinde sowie der germinalen Matrixzone sein, spricht man von Heterotopien. Somit entsteht ein „Bündel“ aus grauer Substanz in der weißen Substanz.

## Einteilung
Je nach Lokalisation können unterschiedliche Formen von Heterotopien unterschieden werden:
- Subependymale oder Periventrikuläre Heterotopien (PVNH, PNH), jeweils angrenzend an das ventrikuläre Ependym, einschließlich der periventrikulären nodulären Heterotopie (PHN) (bis 2017 Ehlers-Danlos-Syndrom mit periventrikulärer Heterotopie genannt – zählt aber nicht länger zu den Ehlers-Danlos-Syndromen)[3][4]
- Subkortikale Heterotopien, Fokale subkortikale Heterotopien
- Bandförmige Heterotopien, auch als subkortikale Bandheterotopie, Subkortikale laminare Heterotopie (SCLH) bezeichnet[5]

Nach der Form kann unterschieden werden zwischen
nodulärer Heterotopie und diffuser Heterotopie. Die häufigste Form, die Subependymale Heterotypie gehört zu den nodulären Formen ebenso wie die Subkortikale Heterotopie.

## Ursachen
Als mögliche Ursachen bzw. Auslöser kommen neben genetischen Veränderungen intrauterine Infektionen oder Durchblutungsstörungen infrage.

## Vorkommen
Heterotopien treten gehäuft im Zusammenhang mit anderen Fehlbildungen des Zentralnervensystems auf wie:
- Balkenmangel
- Pachygyrie
- Schizenzephalie
- Polymikrogyrie
- Chiari-Malformation Typ II
- Enzephalozele

## Klinische Erscheinungen
Die meisten Betroffenen fallen durch fokale Krampfanfälle im 2. Lebensjahrzehnt auf. Bei Kindern und Jugendlichen kann eine Entwicklungsverzögerung oder Geistige Behinderung auftreten.

## Diagnostik
Das Bildgebendes Verfahren der Wahl ist die Kernspintomographie.
Das heterotope Gewebe entspricht in seiner Signalgebung in allen Sequenzen der von grauer Substanz. In der  fMRT kann mit BOLD-Kontrast eine Aktivierung der Heterotopien gezeigt werden.